# Stará Turá
Stará Turá (německy Alt-Turn, maďarsky Ótura) je město v západní části Slovenska, v Trenčínském kraji. Žije v ní přibližně 8 700 obyvatel.

## Historie
První písemná zmínka o městě pochází z roku 1392. Nachází se v darovací listině krále Zikmunda a uvádí Starou Turou jako vesnici na panství Čachtického hradu.

## Přírodní poměry
Město se nachází na západním Slovensku, asi dvanáct kilometrů západně od Nového Mesta nad Váhom, uprostřed cesty mezi tímto městem a Myjavou. Leží na Myjavské pahorkatině mezi Malými a Bílými Karpaty. Na severu hraničí s Jihomoravským krajem. Nad městem se tyčí nejvyšší hora Bílých Karpat, Velká Javořina, vysoká 970 metrů. Městem protéká přibližně severo-jižním směrem potok Tŕstie, který se poté co překoná průsmyk pod Čachtickým hradem vlévá do říčky Dudváh. V katastrálním území města leží přírodní památky Borotová a Šašnatá.

## Kultura
V Domě kultúry Javorina se nachází městské muzeum Stará Turá zaměřené na historii města a podjavorinského kraje, v železniční stanici funguje také Železniční muzeum zaměřené na historii Československých státních drah. Za městem jsou přírodní koupaliště u vodních nádrži Dubník I, Dubník II a autokemp.

### Galerie

Stará Turá
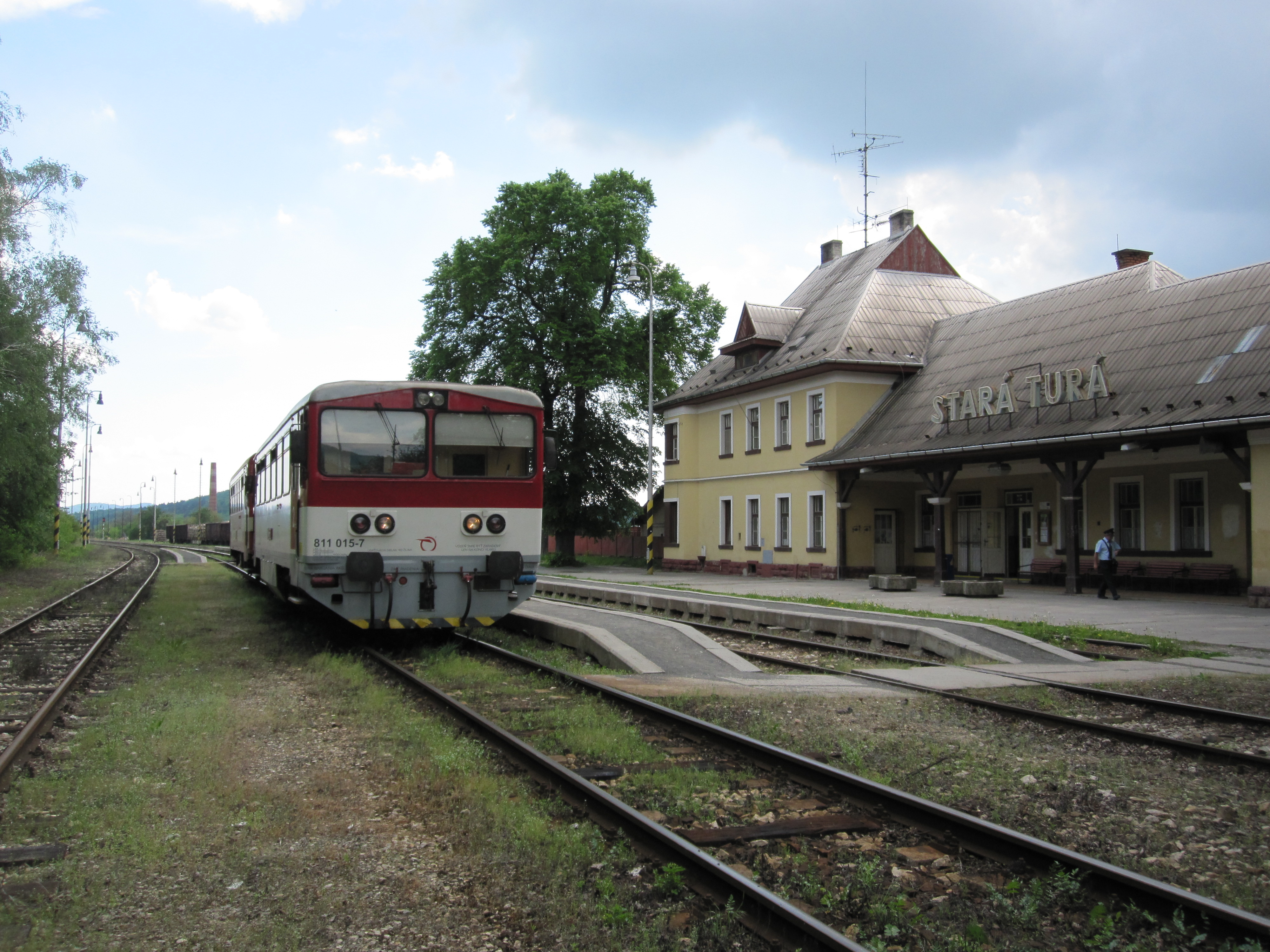
Nádraží
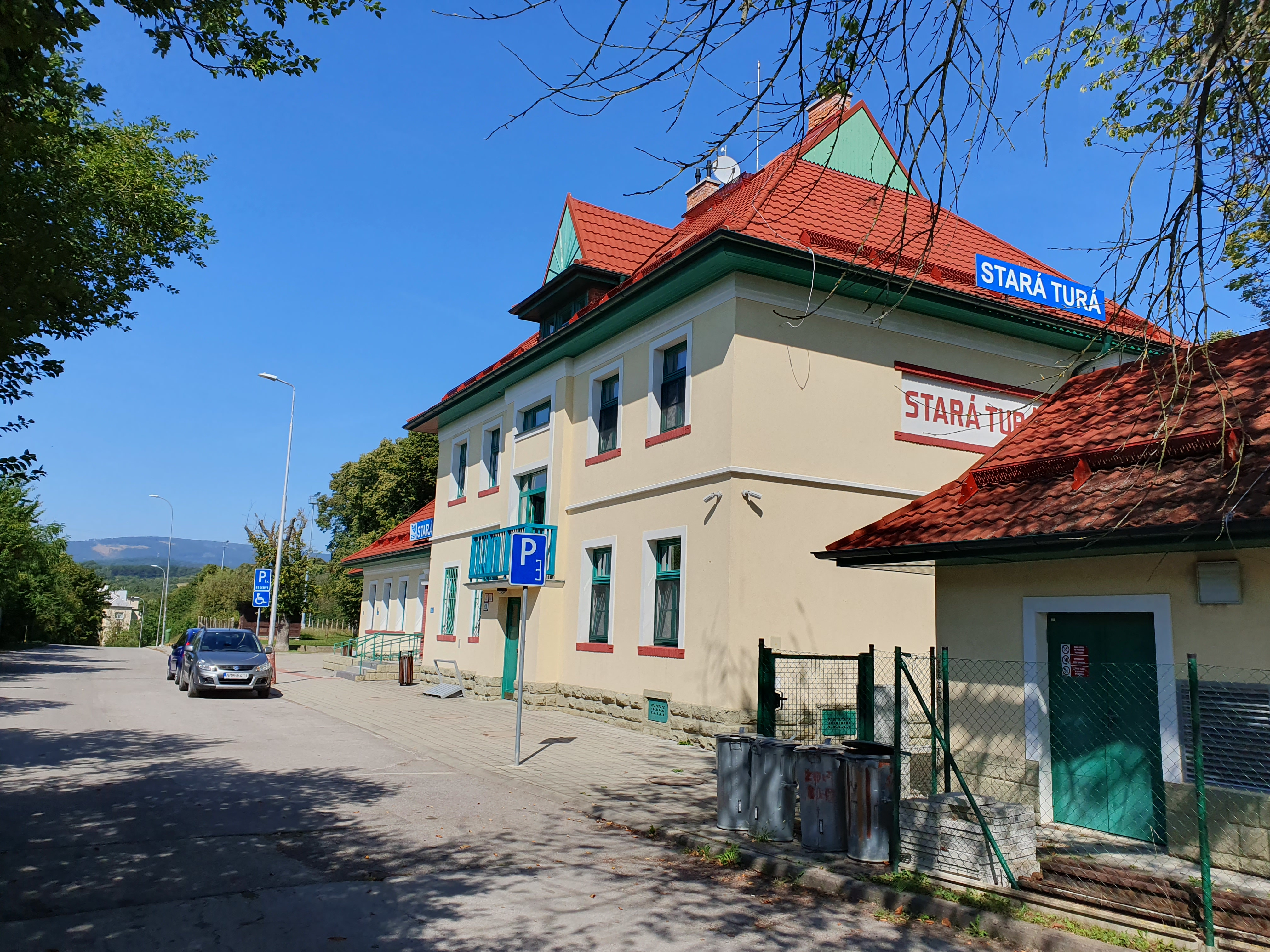
Budova stanice
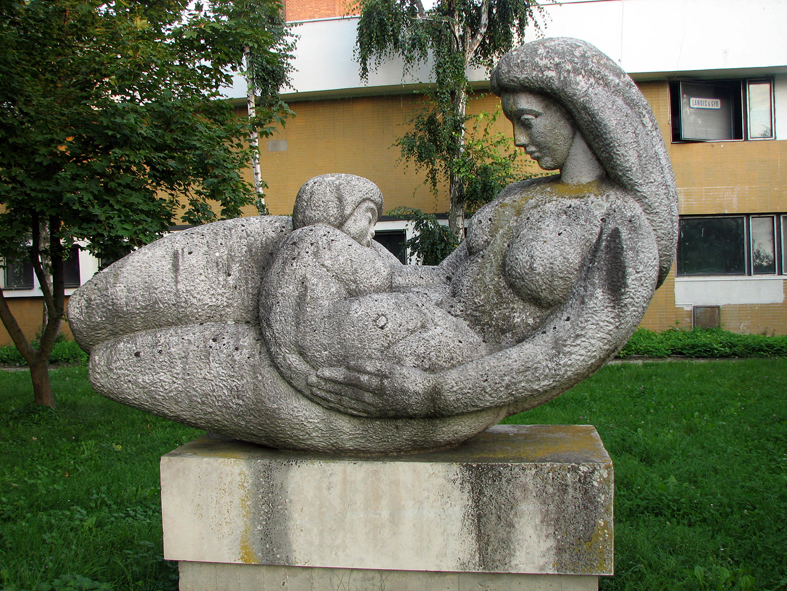
Plastika - Mateřství
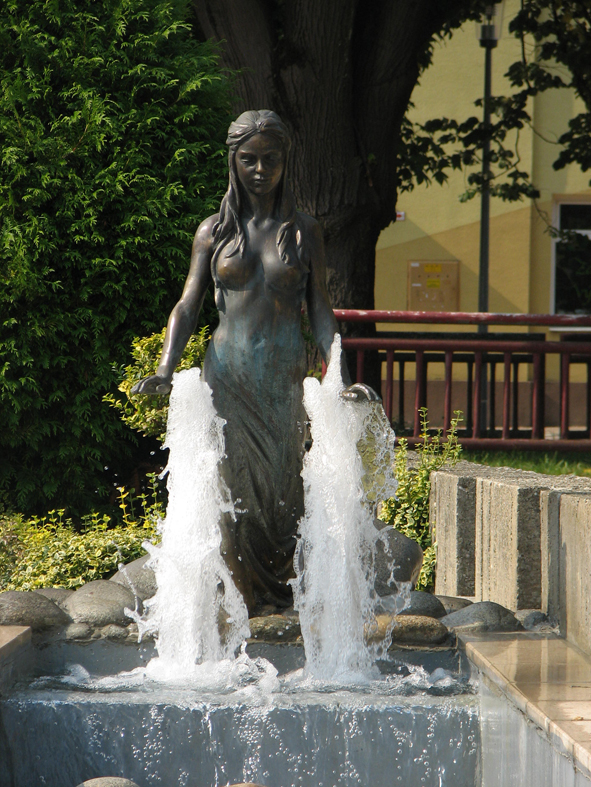
Fontána s vílou
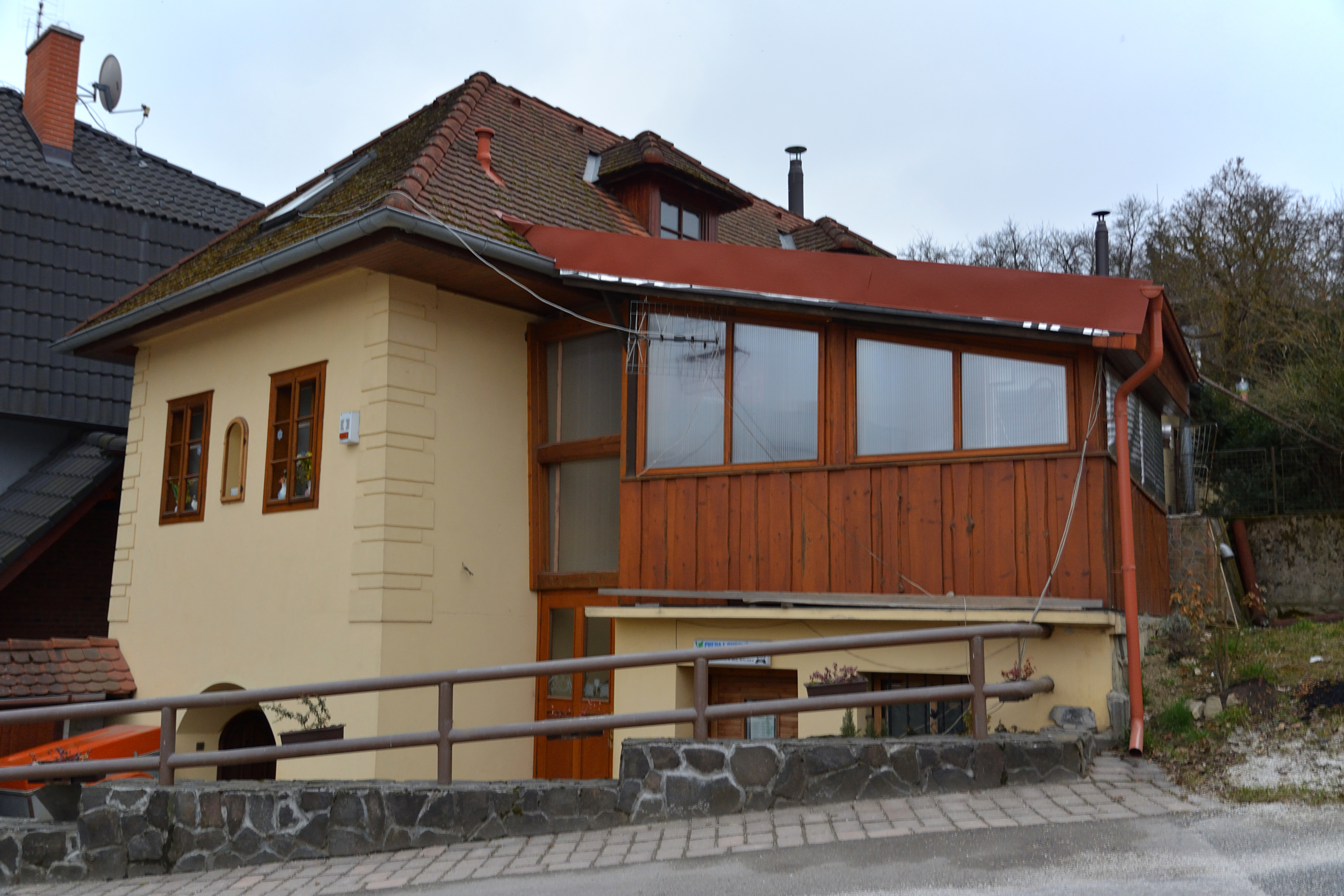
Dům č. 13
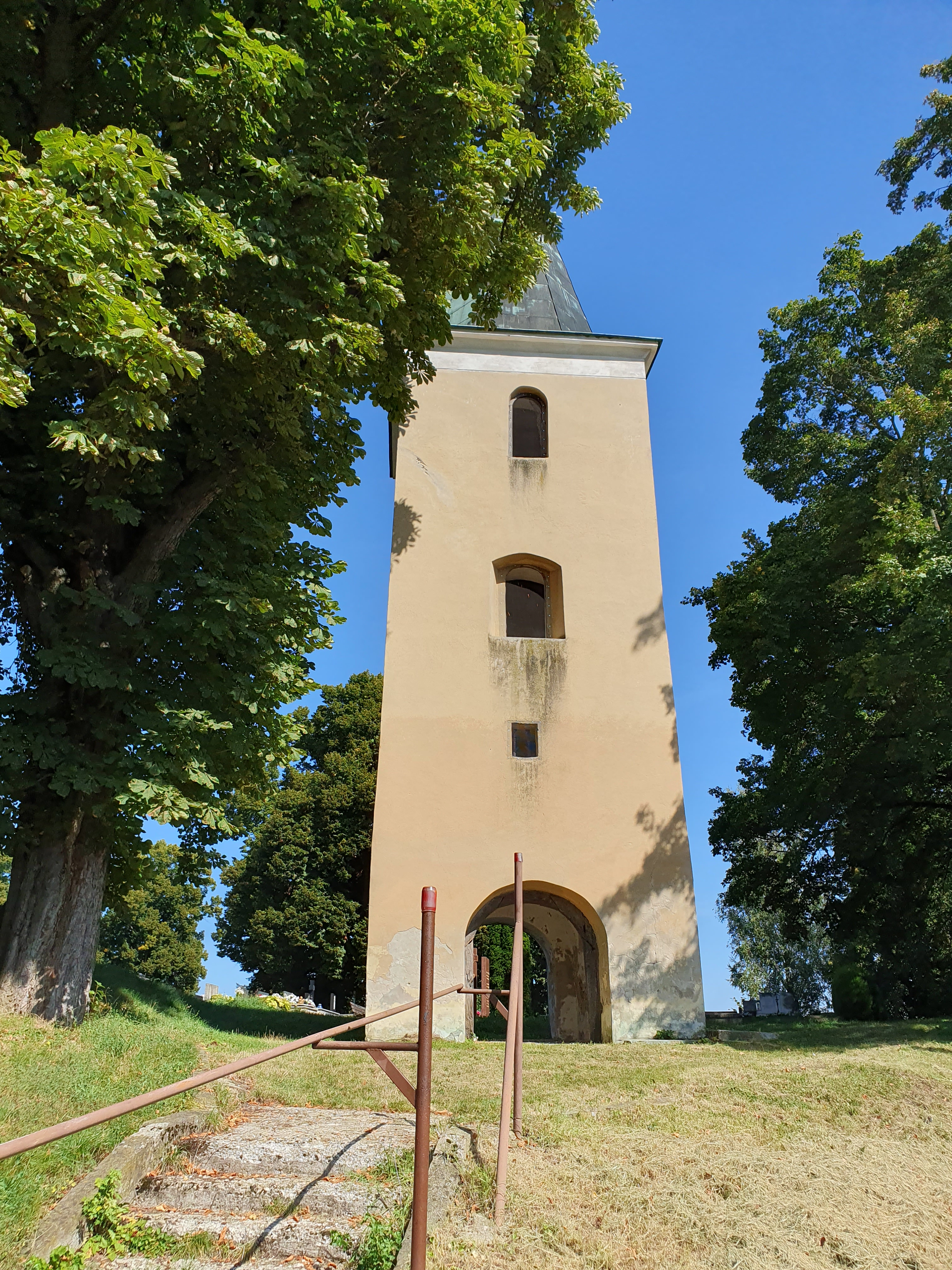
Husitská věž